# Choi Moon-sik
Choi Moon-sik (ur. 6 stycznia 1971) – południowokoreański piłkarz występujący na pozycji pomocnika.

## Kariera klubowa
Choi zawodową karierę rozpoczynał w 1989 roku w klubie POSCO Atoms. W 1992 roku zdobył z nim mistrzostwo Korei Południowej. W 1993 roku wygrał z zespołem rozgrywki Pucharu Ligi Południowokoreańskiej. W 1995 roku POSCO Atoms zmienił nazwę na Pohang Atoms. W tym samym roku Choi wywalczył z nim wicemistrzostwo Korei Południowej.
W 1996 roku odszedł do Sangmoo Army, drużyny południowokoreańskiej armii. W 1998 roku powrócił do Pohang Atoms, który wówczas nosił już nazwę Pohang Steelers. W tym samym roku zwyciężył z nim w rozgrywkach Azjatyckiej Ligi Mistrzów.
W 1999 roku Choi został graczem ekipy Chunnam Dragons. Grał dla niej przez dwa sezony, w sumie zaliczając w jej barwach 65 spotkań i 11 bramek. W 2001 roku przeniósł się do japońskiego zespołu Oita Trinita. W tym samym roku wrócił do Korei Południowej, podpisując kontrakt z Suwon Samsung Bluewings. W sezonie 2001 wygrał z nim Azjatycką Ligę Mistrzów oraz Superpuchar Azji. W 2002 roku Choi zakończył karierę, po sezonie rozegranym w barwach Bucheon SK.

## Kariera reprezentacyjna
W reprezentacji Korei Południowej Choi zadebiutował w 1993 roku. W 1994 roku został powołany do kadry na Mistrzostwa Świata. Nie zagrał jednak na nich ani razu. Z tamtego turnieju Korea Południowa odpadła po fazie grupowej. W latach 1993–1997 w drużynie narodowej Choi rozegrał w sumie 38 spotkań i zdobył 9 bramek.